# Цицкиев, Магомет Мухтарович
Магоме́т Мухта́рович Цицки́ев (ингуш. Цицнаькъан Мухтара Махьмад; 16 декабря 1941 — 22 апреля 1997) — советский и российский ингушский актёр и режиссёр, Народный артист Чечено-Ингушской АССР, лауреат премии Ленинского комсомола Чечено-Ингушетии, Заслуженный артист РСФСР (1984).

## Биография
В 1963 году окончил факультет драматического искусства актерского отделения Ленинградского государственного института театра, музыки и кинематографии. Работал в Грозненском республиканском русском драматическом театре имени М. Ю. Лермонтова, Чечено-Ингушском драматическом театре имени Ханпаши Нурадилова, Государственном драматическом театре Ингушетии имени Идриса Базоркина.
За роль Жухрая в спектакле по роману Николая Островского «Как закалялась сталь» был удостоен премии Ленинского комсомола Чечено-Ингушетии. В 1984 году снялся в фильме «Приходи свободным» в роли Гапура Ахриева.

## Звания и награды
- Народный артист Чечено-Ингушской АССР;
- Премия Ленинского комсомола Чечено-Ингушетии;
- Заслуженный артист РСФСР (18 октября 1984).

## Спектакли
- Меркуцио — «Ромео и Джульетта» Шекспира;
- Жухрай — «Как закалялась сталь» Николая Островского;
- Бешто — «Бешто» Саида Бадуева;
- Герострат — «Забыть Герострата!» Григория Горина;
- Лорд Глостер — «Ричард III» Шекспира;
- Городничий — «Ревизор» Николая Гоголя;
- Агабо Богверадзе — «Когда арба перевернулась» Отара Иоселиани;

и другие.

## Фильмография
- Приходи свободным (1984).

## Семья
- Жена — артистка Роза Исрапилова (Цицкиева).

## Память
- Именем Цицкиева названа одна из улиц Назрани.